# Hénaménil
Hénaménil é uma comuna francesa na região administrativa de Grande Leste, no departamento de Meurthe-et-Moselle. Estende-se por uma área de 14,21 km². Em 2010 a comuna tinha 149 habitantes (densidade: 10,5 hab./km²).